# 戀少年
恋少年（英語：Hebephilia）是指成年人对青春期（前青少年期）儿童（特别是坦納分期中的发育期第二阶段和第三阶段，代表年纪是11岁到14岁）有着强烈的持续性的性兴趣。 它不同于恋童（主要或单独对青春期前的儿童有性兴趣）或恋青少年（主要对青少年有性兴趣，代表年纪是15岁到19岁）。虽然偏好成年人的个体也对青少年个体有部分性兴趣，但是研究人员和临床诊断已经证明，恋少年者只对青春期少年有性偏好。
因为青春期发育和完成有所不同，所以恋少年在年龄范围内是非常接近的。平均而言，女孩是在10岁到11岁开始发育；而男孩则是在11岁到12岁开始发育。因为青春期发育年纪的变化，恋童、恋少年和恋青少年在年龄偏好（指对特定年龄阶段的外貌有性偏好）的一些定义上是重合的。举例来说：根据《精神疾病诊断与统计手册（第五版）》的定义来说，前青少年期的年龄上限被延长到13岁；而根据《国际疾病伤害及死因分类标准（第十版）》来说，恋童的定义包括对前青少年期儿童的性偏好；而其他一些定义又将恋青少年的年龄下限包括到14岁。
有关对“恋少年”分类的建议认为区分针对青春期前期儿童的性偏好和针对前青春期或中晚青春期的性偏好是有临床意义的。根据雷·布兰查德等人在2009年的研究发现，男性性罪犯可以根据阴茎膨胀反应测量器的记录来明显区分他们对不同年龄段儿童的性偏好。根据他们的研究结果，布兰查德建议现行的《精神疾病诊断与统计手册（第五版）》将恋童的定义区分成“恋少年”和“更狭义的恋童”。心理学家布鲁斯·林德和社会学家理查德·尤尓（Richard Yuill）发表文章批评将恋少年列为精神障碍的建议，认为布兰查德等人的研究将恋少年“成功地确立为一种性癖好”。他们呼吁，如果将“恋少年”真正列入《精神疾病诊断与统计手册（第五版）》，这将成为导致未来社会诸多重大问题的一个信号。布兰查德将“恋少年”列入《精神疾病诊断与统计手册（第五版）》的建议招致了诸多非议，因此并没有被采纳。

## 词源、定义和历史
恋少年这个单词的来源被认为来自青春女神和青年保护者的赫柏（Hebe），而在古希腊，也指雅典居民成年之前的年龄段（视具体参考文献之不同，这个年龄段的上限可以是14岁、16岁或18岁）。而单词的后缀则是从中派生出来，代表“强烈的友谊或爱”。
恋少年被定义为“年龄偏好”的一种，指的是成年人对前青少年期的儿童（一般为11岁到14岁）有这强烈而持续的性兴趣，而发病年纪与青春期完成的年纪无关。对于《精神疾病诊断与统计手册（第五版）》和一般医学文献对于恋童的定义，指的是主要或单独对青春期前的儿童有性兴趣。根据这个定义，恋少年和恋童的定义并不相同。但是，《精神疾病诊断与统计手册（第五版）》却将恋童的年龄上限延长至13岁。而《国际疾病伤害及死因分类标准（第十版）》的恋童定义则包括对前青少年期和青春期前期的儿童。由于儿童、少年和青少年在年龄定义和发育差异上有一些不一致的地方，因此恋童、恋少年和恋青少年在定义上是有重叠的部分。
恋少年这个单词首次使用是1995年在哈默（Hammer）和格卢克（Glueck）的法医工作中。人类学家及民族精神病学家保罗·本尼迪尼特用这个词语来区分恋童癖和受害者是少年的性罪犯。
加利福尼亚州的法医心理学家凯伦·富兰克林认为“恋少年”是“恋青少年”的一个变种，后者是1906年由马格鲁斯·赫希菲尔德提出的用来描述对青春期后期及二十岁左右男性的同性性偏好，他们认为这种情况是正常和非病态的。从历史上看，恋少年犯罪行为中的受害者“在生理上已经准备好交配”（即“法定强奸”），因此这种行为和其他性犯罪行为，例如强奸和恋童，是有所不同的。而且在国家内部和国与国之间，对于哪个年龄段可以发生“成年人与青少年性接触”是有所争议的。
小伯纳德·格卢克于1950年代在新新惩教所对性犯罪者进行研究，依据罪行将“恋少年”作为诸多科目的分类之一。1960年代，性学家库特·弗雷德利用阴茎膨胀反应测量器评估同性恋和异性恋男性性罪犯的年轻偏好，并用“恋少年”进行分类。他在移民加拿大之后，在成瘾和精神健康中心继续与雷·布兰查德一起工作。
在1996年弗雷德死后，成瘾和精神健康中心的研究人员在神经学成因上对恋童、变性和同性恋进行研究。基于这些研究，他们提出可以在生理学和心理学上区分恋少年的假说。

## 相关研究

### 一般看法
多项研究调查了男性和女性的性吸引模式。针对儿童的性偏好是持续的，而不是可改变的。针对男童和女童来说，恋少年者和恋童者的性吸引力要小于“恋成年者”（teleiophiles）；换句话说，比起恋成年者来说，恋少年者和恋童者有更大几率吸引成年男女的关注。
阴影预防项目是德国一家努力为吸引儿童的成年人提供治疗和预防虐待技巧的机构。在这个项目相关的222名男性的调查中显示，大约三分之二的成年男性对青春期的孩子有性兴趣。这些人还报告了他们的心理困扰，他们所受的困扰在临床心理学标准上属于非常高的。恋童者和恋少年者都表现出比恋成人者更高的心理困扰，即便他们之间并没有什么区别。

### 病因研究
多伦多的成瘾与精神健康中心针对恋少年者进行了一系列心理上和心神经学上的研究，包括他们的大脑结构、用手习惯、智商、受教育程度较低或在小学教育中有过留级经历的几率、身高，以及非典型身体发育的其他特征。

### 患病几率
恋少年在一般人群中的流行程度是未知的。有证据表明，在临床和惩教样本中，以及对孩子有性兴趣的匿名调查中，更多人是对青少年而不是对少年有性趣。

## 法律应用
1996年，美国联邦最高法院批准将民事监管（预防性拘留）合法化，以无限期拘留某些危险性罪犯。美国的一些州已经接受将性偏离诊断作为民事监管程序的充分条件。这些诉讼程序对于精神卫生专家提供的法医评估有很高的要求，特别是法律体系和精神卫生体系的适合性并不完善，并且专家们对于《精神疾病诊断与统计手册》的重要性、权威性、可用性、可靠性、必要性和有效性持不同的意见。因此对于许多法律案件来说，其关键点在于是否可诊断性。正如普伦基（Prentky）和巴巴里（Barbaree）在他们有关恋少年在民事监管方面的书籍中提及，“因此，基于自私的原因，相对于那些为检察机关工作的人，公众更愿意给那些为辩护律师工作的人鼓掌。这是一种公开的愤世嫉俗。如果不幸言中的话，这种评论对于那行对抗性诉讼中的临床审议有极其不利的影响。”
一些法院接受了恋少年的诊断，但另一些法院却没有。2009年，美国一家联邦法院驳回了有关恋少年诊断的结果，认为它仅仅是一个标签，而不是“广泛接受的精神障碍”，并且认为仅仅因为对前青少年期的少年有性偏好不构成一种精神障碍。尽管法院驳回了政府有关恋少年是一种精神障碍的说法，但是政府却认为少年爱有时可能属于《精神疾病诊断与统计手册（第四版）》中的“其他未指明的性偏离”。
精神病学专家霍华德·佐拉纳（Howard Zonana）相信人不应该被硬说成是一种性掠食者，将（恋少年）这类标签视为精神病学的滥用。他在2011年的一篇评论中质疑《精神疾病诊断与统计手册（第五版）》将恋童或恋少儿（Pedohebephilia）的年龄上限从13岁调整到14岁的做法，同时他也质疑名为“过度性功能症（即性瘾症）”和“性强迫偏好（即强奸癖）”的提出，“认为这将改变精神病学和法律”。
在2015年的一篇文章中，历史学家和科学哲学家帕特里克·辛格（Patrick Singy）认为在现代自由主义思潮下，定位恋少年定义或性暴力掠食者法律将具有更广泛的背景。

## 争议探讨

### 概述
《精神疾病诊断与统计手册（第五版）》对恋童的诊断标准定为一种对青春期之前（通常年纪为13岁或更小）的儿童有性兴趣的疾病。而在使用恋少年概念的庭审案件中，恋少年被归类在《精神疾病诊断与统计手册》中的“其他未指明的性偏离”类别中。根据迈克尔·司徒的说法，“《国际疾病伤害及死因分类标准（第十版）》在恋童的概念中引入了恋少年的定义：‘一种针对青春期前和前青少年期儿童，男孩、女孩或两者皆有性兴趣的性偏好’。”
雷·布兰查德与他的同事在2009年发表的一篇研究论文指出，根据阴茎膨胀反应测量器记录的数据显示，性犯罪者可以根据最吸引他们的个体的性发育成熟程度进行分组。因为年龄并不是青春期性发育程度的具体标准，布兰查德根据坦納分期进行对照组刺激实验：绝大多数的恋少年的性罪犯对于坦納分期的第一阶段就有反应；而所有的针对成年人的性罪犯则只对坦納分期的第五阶段有反应。布兰查德指出，性犯罪活动中最常见的受害者年纪是14岁，这是由于性罪犯认为处于青春期的性目标和处于青春期前的性目标存在着质的差异。如果将《精神疾病诊断与统计手册（第四版修订版）》中有关恋童的标准侧重于是针对青春期前儿童的性偏好的话，那么《精神疾病诊断与统计手册（第五版）》可以更好地说明这些数据，但是《精神疾病诊断与统计手册（第五版）》将恋童的年龄范围设定在13岁及13岁以下。
布兰查德建议将恋童的定义修改为对青春期前（通常是11岁或更小）的儿童有性偏好，而恋少年则是对前青少年期（通常是11岁到14岁）的少年有性偏好。而《精神疾病诊断与统计手册（第四版）》所定义的“恋童”将被修改为“恋少儿”，并被区分成“恋童”和“恋少年”两个亚型。《精神疾病诊断与统计手册（第五版）》拟议的“恋少儿”标准是指一名成年人对年龄大于六个月到不超过青春期前和前青少年期的儿童有着持续性的强烈性偏好，且这种性偏好程度等于或超过他们对于成年人的性偏好；同时这种性偏好带给他困扰，或者促使他观看儿童色情作品或向儿童寻求性刺激；并且有三次是在恋少年的情况下。拟议的标准适用于已满18岁的对象或年龄至少比性偏好对象大五岁的对象。性别和身份认同工作组认为那些观看儿童色情作品的恋少儿者会否认他们的性偏好，因此由医生在临床诊断他们是偏好儿童还是成人比较可靠。这些改变的措辞（从“青春期前”到“青春期前和前青少年期”）和参考年龄（从13岁到14岁）将改变恋童的临床诊断，包括那些第二性征发育程度在坦納分期第二或第三阶段的受害者。

### 回应
德国阴影预防项目的研究人员在支持将“恋少年”写入《精神疾病诊断与统计手册（第五版）》中明确说道，“关于《精神疾病诊断与统计手册（第五版）》的更新，加入一个‘恋少年障碍’的分类是合适的。特别是考虑到目前给定的数据，很多需求治疗的恋少年男性中符合《精神疾病诊断与统计手册》的心理障碍标准。因此可以推断，恋少年的人群中罹患‘恋少年障碍’的人不在少数。”
法医心理学家查尔斯·帕特里克·尤因表示，拟议的诊断是有争议的，并批评诊断“是为了确保那些（以前青少年期少年为目标的）性罪犯被预防性拘留为目的”。
艾伦·弗兰西斯和迈克尔·佛斯特认为将“恋少年”列入《精神疾病诊断与统计手册》的提议是不恰当的。除了会在预防性拘留听证会上被滥用之外；提议的必要性、证据和理由也不充分。弗兰西斯写道，恋少年的相关诊断在“法医程序中没有任何作用”。
在给编辑的一封信中，托马斯·赞德（Thomas Zander）表示将恋童的范畴扩大到将恋少年包含在内会导致严重的后果，并且认为在《精神疾病诊断与统计手册》修订的过程中需要更多的研究和考虑。布兰查德认为区分恋童和恋少年可能会比较困难，但是在指认多次作案的性罪犯时，这种精细的区分是不必要的。同时他也指出，赞德心中提出其他的反对意见都在他的文章中被提及过。心理学家道格拉斯·塔克（Douglas Tucker）和律师塞缪尔·布拉克尔（Samuel Brakel）在给编辑的另外一份信中指出，针对性暴力掠夺者的预防性拘留并不需要《精神疾病诊断与统计手册》的诊断，只需要出席法庭作证的临床医生认真地建议即可；并且从精神上、概念上和经验上识别未来可能施行性暴力的异常情况就足够，而不需要其被定义的术语具体是什么。在第三封给编辑的信中，心理学家查尔斯·莫泽（Charles Moser）同意布兰查德等人的意见，认为偏好前青少年期少年和偏好青春期中后期青少年的性罪犯之间是有区别的，并承认该名词在研究中的必要性，但是他质疑恋少年是否会真正导致一个性偏离病症。莫泽辩解道，过度使用“性偏离”的标签会导致将不正常的性嗜好病态化，并引发司法程序会因为个体的嗜好而不是他们的行为而将其拘禁。他也质疑当真正的问题是某些触犯刑法的性嗜好或某些不寻常却温和或自愿的性行为时，使用性偏离来规范这些问题其实是没有什么用处的。

## 相关案件
其中有个案件，有关一名恋少年的马来西亚华人在新加坡，因在新加坡性侵31名年龄11至15岁的男性少年而面对76项相关控告，被判12项罪名成立，并宣判监禁30年和24下鞭刑。罪犯名为叶荣华（Yap Weng Wah），是来自马来西亚怡保的华侨工程师。他在2009年11月至2012年6月之间，利用Facebook和他的受害者们交朋友，假扮成一名理工学院学生来和他们建立友谊，慢慢的利用他们对他的信任来说服他们给他对他们进行口交和肛交。他的受害者们因为年龄关系，不能在媒体上透露身份。叶荣华在2012年9月被逮捕，直到2015年3月才下判。新加坡的心理医生们向法庭表示，依患有恋少年的叶荣华的情况来看，再犯的可能性很高，再加上其犯罪情况相当严重，因此控方要求法庭将叶荣华长期监禁。